# Garthiope fraseri
Garthiope fraseri is een krabbensoort uit de familie van de Xanthidae. De wetenschappelijke naam van de soort is voor het eerst geldig gepubliceerd in 1946 door Garth.